# IEEE Ernst Weber Managerial Leadership Recognition
Die IEEE Ernst Weber Managerial Leadership Recognition war ein zwischen 1986 und 2006 vergebener Preis der IEEE für herausragende Managementleistungen im Gebiet der Elektrotechnik und Computerindustrie. Die Auszeichnung war zuletzt nach Ernst Weber benannt und hieß davor IEEE Managerial Leadership Recognition.

## Preisträger
- 1986: William C. Norris
- 1986: Kenneth H. Olsen
- 1987: Andrew S. Grove
- 1988: Ralph E. Gomory
- 1989: Arnaldo M. Angelini
- 1989: Roland W. Schmitt
- 1990: Irwin Dorros
- 1990: Edson Fregni
- 1991: Seymour R. Cray
- 1992: Bernard M. Gordon
- 1993: Percy Barnevik
- 1994: Clarence G. Thornton
- 1995: John B. Terry
- 1996: Alan G. Chynoweth
- 1996: Sol Triebwasser
- 1997: William J. Weisz
- 1997: John H. Crawford
- 1998: Jerome Swartz
- 1998: Angus McMillan Tait
- 1999: Bernard S. Meyerson
- 2000: Joel S. Birnbaum
- 2001: Michael J. Birck
- 2001: Chris Earnshaw
- 2002: kein Preis
- 2003: William J. Spencer
- 2004: Pasquale Pistorio
- 2005: kein Preis
- 2006: kein Preis
- 2007: N. R. Narayana Murthy
- 2008: kein Preis
- 2009: kein Preis
- 2010: Hidehito Obayashi
- 2011: Tze-Chiang Chen
- 2012: Tetsuya Iizuka
- 2013: Gururaj Deshpande
- 2014: Paul E. Jacobs
- 2015: Shang-Yi Chiang
- 2016: David Fairbanks Welch